# Théodore Cleynhens
Théodore Cleynhens, né à Anvers le 11 juillet 1841 et mort dans la même ville le 18 octobre 1916, est un peintre, aquafortiste et  graveur belge.

## Biographie

### Famille
Théodore (Théodore Joseph) Cleynhens, né à Anvers le 11 juillet 1841, est le fils de Jacques Cleynhens (1803), sacristain, né à Deurne, et de Marie Catherine Françoise Mulderman (1808), née à Anvers, mariés à Deurne le 23 septembre 1840. Son frère cadet Petrus Matheus Cleynhens (d) (1843-1897) devient en 1879 directeur de l'Institut Notre-Dame à Hal, puis, en 1888, vicaire général de l'archidiocèse de Malines.

### Formation
Théodore Cleynhens étudie la peinture auprès de Victor Lagye et la gravure auprès de Jean Baptiste Michiels.

### Carrière
Théodore Cleynhens commence à participer aux expositions triennales belges au Salon de Bruxelles de 1869, où il envoie Intérieur de la Maison des Brasseurs à Anvers qui est acheté par le roi Léopold II.
Après ce premier succès, Théodore Cleynhens expose en Belgique, aux Salons triennaux, à l'Exposition d'art belge à Bruxelles en 1880, à l'Exposition universelle de Bruxelles de 1910. Il envoie aussi ses œuvres à l'étranger : Exposition universelle de 1876 à Philadelphie (L'Arbalétrier au XVIe siècle), Exposition universelle de 1878 à Paris, Salon des beaux-arts de Reims de 1881, Exposition universelle coloniale et d'exportation générale à Amsterdam de 1883 Un marché au XVIe siècle, eau-forte, Exposition universelle de Barcelone de 1888, et Exposition universelle de 1889 à Paris.
Théodore Cleynhens, célibataire, meurt, à l'âge de 75 ans, en son domicile rue du Presbytère no 23 à Anvers le 18 octobre 1916.

## Œuvre

### Caractéristiques

Au marché, Musée royal des Beaux-Arts d'Anvers.

Selon le critique Hustin, Théodore Cleynhens demeure archaïque dans son style pictural. Sa prédilection pour la représentation de moines, de musiciens et d'arbalétriers du XVIe siècle relève dans sa gamme de celle d'Henri Leys, sans parvenir à égaler sa richesse de coloris et en peignant des chairs exsangues. Il se préoccupe trop des accessoires qui empiètent sur les figures, mais il recherche savamment l'ombre et la lumière. Guillaume Beetemé voit en lui un bon coloriste aimant reproduire des sujets anciens qui peint peu, grâce à d'autres revenus que ceux générés par son art.
Parmi ses eaux-fortes, les plus connues sont La Chroniqueuse et La Mère qu'il envoie à l'Exposition universelle de 1889.

### Expositions triennales belges

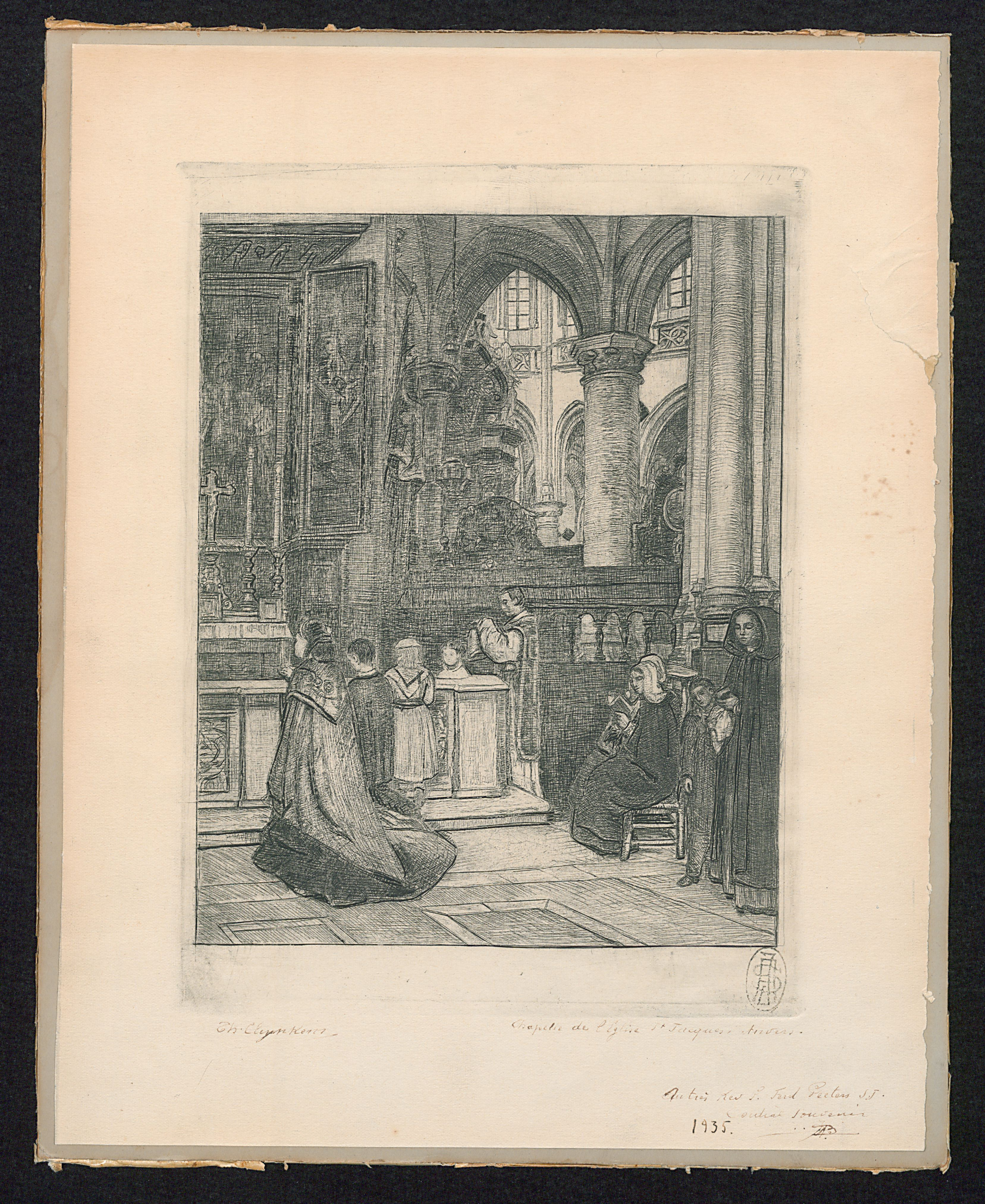
Intérieur de la chapelle de l'église Saint-Jacques d'Anvers, eau-forte, cabinet des estampes de l'Université d'Anvers.

- Salon de Bruxelles de 1869 : Intérieur de la Maison des Brasseurs à Anvers acheté par le roi Léopold II[4].
- Salon d'Anvers de 1870 : Un intérieur d'atelier et Hospice[8].
- Salon de Bruxelles de 1872 : L'Atelier et Un souvenir[9].
- Salon d'Anvers de 1873 : Moine musicien (XVIe siècle)[10].
- Salon d'Anvers de 1876 : Moine musicien au XVIe siècle[11].
- Salon de Bruxelles de 1881 : Un marché au XVIe siècle[12].
- Salon de Bruxelles de 1884 : L'Emplette (XVIe siècle)[13].
- Salon de Bruxelles de 1887 : Intérieurs du XVIe siècle[14].
- Salon de Bruxelles de 1907 : Intérieur de l'église Saint-Jacques à Anvers[15]

### Collection muséale
- Musée royal des Beaux-Arts d'Anvers, Au Marché (1876), huile sur toile, format 64 × 37 cm, inventaire no 1645[16].